# 堀田正方
堀田 正方（ほった まさかた）は、江戸時代前期から中期にかけての近江国宮川藩の世嗣。通称は左衛門。

## 略歴
初代藩主・堀田正休の長男として誕生。母は板倉重郷の娘。正室は生駒親興の娘。
宮川藩嫡子として生まれ、貞享2年（1685年）に徳川綱吉に拝謁する。しかし、30歳を過ぎても叙任せず、宝永7年（1710年）に廃嫡された。代わって、弟・正朝が嫡子となった。享保元年（1716年）没。